# 民族路 (嘉義市)
民族路（Minzu Rd.）為臺灣嘉義市東西向的主要道路之一。全線不分段，東以新生路和啟明路為界，銜接大雅路二段；西接嘉雄陸橋，終點在臺鐵西部幹線東側。其中中山路與新民路口至啟明路路段隸屬於縣道159甲線的一部分。

## 沿經行政區域
（由西到東）
- 西區（臺鐵西部幹線東側－文化路）
- 東區（文化路－新生路和啟明路）

## 車道配置
（由西到東）
- 中山路與新民路－廣寧街：雙向各二車道
- 廣寧街－民國路：雙向各一車道，並各設有一機慢車道
- 民國路－新生路和啟明路：雙向各二車道

## 本路段客運
（由西至東）

### 嘉義市公車
| 路線編號 | 行先                         | 收費方式   | 乘車站名 |
| -------- | ---------------------------- | ---------- | -------- |
| 趣淘3路  | 奉天宮－嘉義火車站－東洋新村 | 一段票收費 | 文化公園 |

### 嘉義縣公共汽車管理處
| 路線編號    | 行先                                 | 收費方式 | 乘車站名                                    |
| ----------- | ------------------------------------ | -------- | ------------------------------------------- |
| 7308        | 嘉義－半天岩                         | 里程計費 | 民族國小（東向）/五穀王廟（西向）、民國路口 |
| 7311        | 嘉義－埔尾                           | 里程計費 | 民族國小（東向）/五穀王廟（西向）、民國路口 |
| 7311A       | 嘉義－埔尾（繞駛半天岩）             | 里程計費 | 民族國小（東向）/五穀王廟（西向）、民國路口 |
| 7317        | 嘉義－大湖（經半天岩）               | 里程計費 | 民族國小（東向）/五穀王廟（西向）、民國路口 |
| 7318        | 嘉義－大湖（經埔尾）                 | 里程計費 | 民族國小（東向）/五穀王廟（西向）、民國路口 |
| 7318A       | 嘉義－大湖（經埔尾）（繞駛黎明國小） | 里程計費 | 民族國小（東向）/五穀王廟（西向）、民國路口 |
| 幸福番路1路 | 菜公店－聖馬爾定醫院（新福內甕線）   | 里程計費 | 民族國小                                    |

## 沿線設施
（由西至東）
- 合作金庫商業銀行南嘉義分行（746號）
- 凱基商業銀行嘉義分行（新榮路193號1樓）
- 文化路商圈
- 嘉義市文化公園[]
- 嘉義in89豪華影城（328號）
- 嘉義市東區民族國民小學 （页面存档备份，存于）（235號）
- 嘉義市政府警察局第二分局南門派出所（230號）
- 南門圓環
- 建國二村都市計劃區（七星計畫區）